# Kreissektor

Ein Kreissektor mit Mittelpunktswinkel und Radius

Ein Kreissektor (auch Kreisausschnitt) ist in der Geometrie die Teilfläche einer Kreisfläche, die von einem Kreisbogen und zwei Kreisradien begrenzt wird. Er sieht aus wie ein von oben betrachtetes Tortenstück. Eine frühe Definition von Kreissektoren findet sich in Euklids Elementen (ca. 300 v. Chr.).
Ein Kreissektor ist eindeutig bestimmt durch seinen Radius {\displaystyle r} und seinen Mittelpunktswinkel {\displaystyle \theta }, der dem Kreisbogen gegenüberliegt und meistens im Gradmaß oder in Bogenmaß gemessen wird.
| Formeln zum Kreissektor | im Gradmaß                                                     | im Bogenmaß                                        |
| ----------------------- | -------------------------------------------------------------- | -------------------------------------------------- |
| Länge des Kreisbogens   | {\displaystyle 2\pi r\cdot {\frac {\theta }{360^{\circ }}}}    | {\displaystyle r\cdot \theta }                     |
| Umfang                  | {\displaystyle 2\pi r\cdot {\frac {\theta }{360^{\circ }}}+2r} | {\displaystyle r\cdot \theta +2r}                  |
| Flächeninhalt           | {\displaystyle \pi r^{2}\cdot {\frac {\theta }{360^{\circ }}}} | {\displaystyle {\frac {1}{2}}{r^{2}\cdot \theta }} |

## Länge des Kreisbogens
Die Bogenlänge {\displaystyle L_{\theta }} eines Kreissektors mit Mittelpunktswinkel {\displaystyle \theta } lässt sich mithilfe der Länge des gesamten Kreislinie {\displaystyle L} berechnen. Da nämlich die Länge des Kreisbogens proportional zum Mittelpunktswinkel ist, ergibt sich die Verhältnisgleichung {\displaystyle L_{\theta }:L=\theta :360^{\circ }}. Mit der Länge {\displaystyle L=2\pi r} für die Kreislinie eines Kreises mit Radius {\displaystyle r} erhält man hieraus
{\displaystyle L_{\theta }=2\pi r\cdot {\frac {\theta }{360^{\circ }}}}.
Falls der Mittelpunktswinkel im Bogenmaß gemessen wird, so erhält man die entsprechende Formel durch die Umrechnung {\displaystyle 360^{\circ }=2\pi }:
{\displaystyle L_{\theta }=r\cdot \theta }.

## Flächeninhalt
Auch der Flächeninhalt {\displaystyle A_{\theta }} eines Kreissektors lässt sich mithilfe einer Proportionalität bei bekannter Kreisfläche {\displaystyle A} bestimmen: Aus der Verhältnisgleichung {\displaystyle A_{\theta }:A=\theta :360^{\circ }}und {\displaystyle A=\pi r^{2}} folgt durch Umstellen
{\displaystyle A_{\theta }=\pi r^{2}{\frac {\theta }{360^{\circ }}}}.
Durch die Umrechnung {\displaystyle 360^{\circ }=2\pi } erhält man hieraus die entsprechende Formel für Winkel im Bogenmaß:
{\displaystyle A_{\theta }={\frac {1}{2}}r^{2}\theta }.
Ohne die Formel für die Kreisfläche vorauszusetzen, kann der Flächeninhalt eines Kreissektors mithilfe einer Integration in Polarkoordinaten hergeleitet werden:
{\displaystyle A_{\theta }=\int _{0}^{\theta }\int _{0}^{r}\mathrm {d} S=\int _{0}^{\theta }\int _{0}^{r}{\tilde {r}}\,\mathrm {d} {\tilde {r}}\,\mathrm {d} {\tilde {\theta }}=\int _{0}^{\theta }{\frac {1}{2}}r^{2}\,\mathrm {d} {\tilde {\theta }}={\frac {r^{2}\theta }{2}}}.